# سکوی یخی

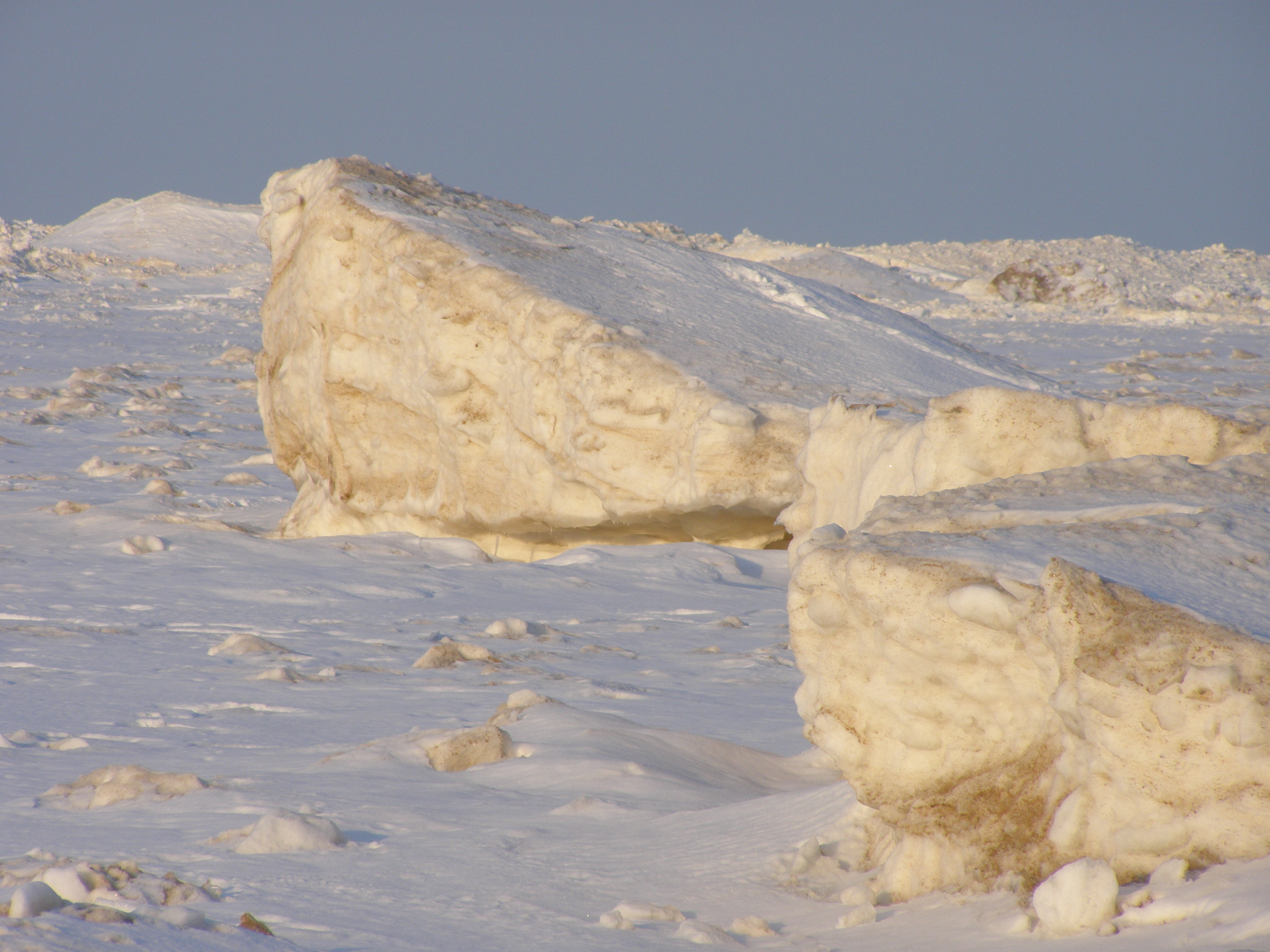
سکوی یخی در امتداد خط ساحلی جنوب دریاچه میشیگان خط ساحلی ساحل ملی ایندیانا دونز

سکوی یخی (به انگلیسی: Shelf ice)، به یخی اشاره می‌کند که هنگام یخ‌زدن بخشی از دریاچه تشکیل می‌شود. این مسئله در دریاچه‌های بزرگ امری عادی است.

## تشکیل
سکوی یخی از یخ‌های شناور تشکیل می‌شود. یخ شناور مثل یخ رفت است، اما به ندرت به اندازه‌ای بزرگ می‌شود که تکیه‌گاه انسان‌ها یا حیوانات گردد. هوای سرد موجب یخ‌زدن نواحی کوچکی از دریاچه‌های آزاد گشته و بدین ترتیب یخ‌های شناور تشکیل می‌شوند. هنگام آرام بودن دریاچه یخ‌های مشابهی در طول خط ساحلی تشکیل می‌گردند. یخ به مرور، از برف جمع‌شده در روی دریاچه و ادامهٔ انجماد تشکیل می‌شود. سطح دریاچهٔ بزرگ به ندرت به اندازه‌ای آرام می‌ماند که برای تشکیل یخ در تمام سطح دریاچه کافی باشد.نکته: دریاچه‌های کوچک،سنت. کلیر، دریاچه ایری و دریاچه انتاریو اغلب بیشتر از دریاچه‌های بزرگتر بالایی یخ می‌زنند. باد یخ شناور را حرکت داده همچنین با ایجاد موج موجب حرکت یخ می‌گردد. به مرور، یخ روی سواحل بادپناه دریاچه انباشته می‌شود. یخ-مثل شن که توسط باد و موج حرکت می‌کند-شروع به انباشته‌شدن در طول سواحل شرقی و جنوبی دریاچه میشیگان می‌کند. هنگامی که باد آن را به سمت ساحل می‌راند، آنجا مانده و به مرور زمان، یخ در روی ساحل انباشته شده و ساحل تحت فشار قرار می‌گیرد.
در روزهایی که خارج از ساحل باد شدیدی می‌وزد، ممکن است در دریاچه‌ها یک سکوی یخی به  چنان جای دوری برود که چشم قادر به دیدن آن نباشد.اما در میان دریاچه،به احتمال زیاد آب آزاد تا چندین مایل وجود خواهد داشت.

## خطرات
به خاطر سطح ناهموار و حفره‌های هوا در سراسر سکوی یخی، امکان شکستن غیر منتظرهٔ یخ و افتادن فرد از چاه هوایی تا چندین پا داخل آب وجود دارد.نجات دادن خود  به خاطر شکنندگی یخ و میزان انرژیی مکشی توسط آب سرد بسیار مشکل است. مسافرت گروهی با وسایل مناسب برای نجات از سکوی یخی خطر را کاهش می‌دهد.

## نگارخانه

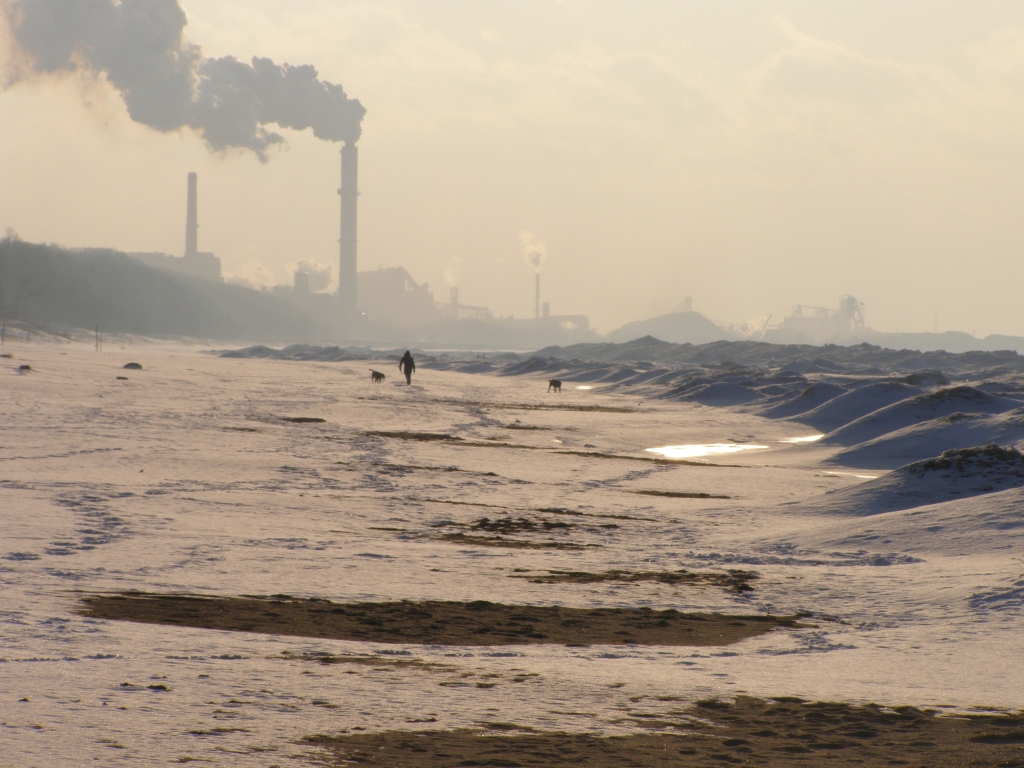
ساحل جنوبی دریاچه میشیگان در زمستان در ساحل دریاچه ملی ایندیانا دونز
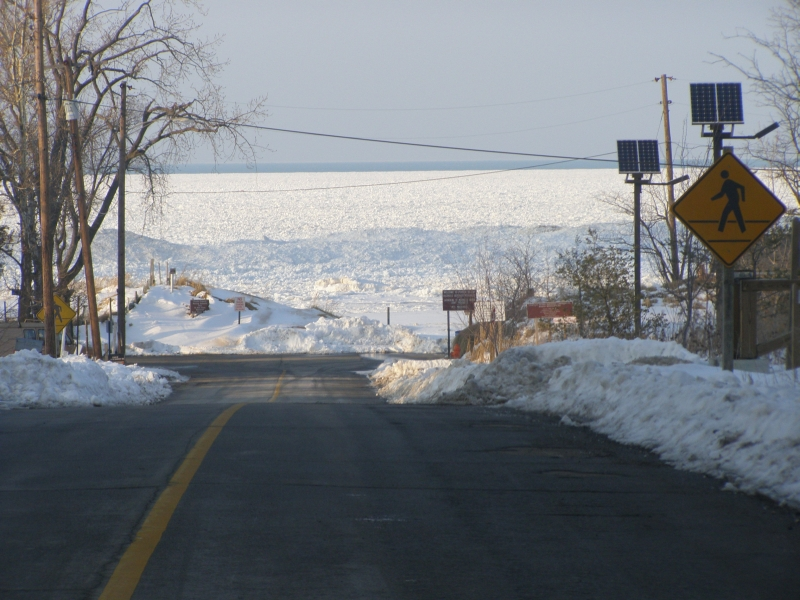
قطعهٔ نشکسته‌ای از سکوی یخی در ساحل دریاچه ملی ایندیانا دونز
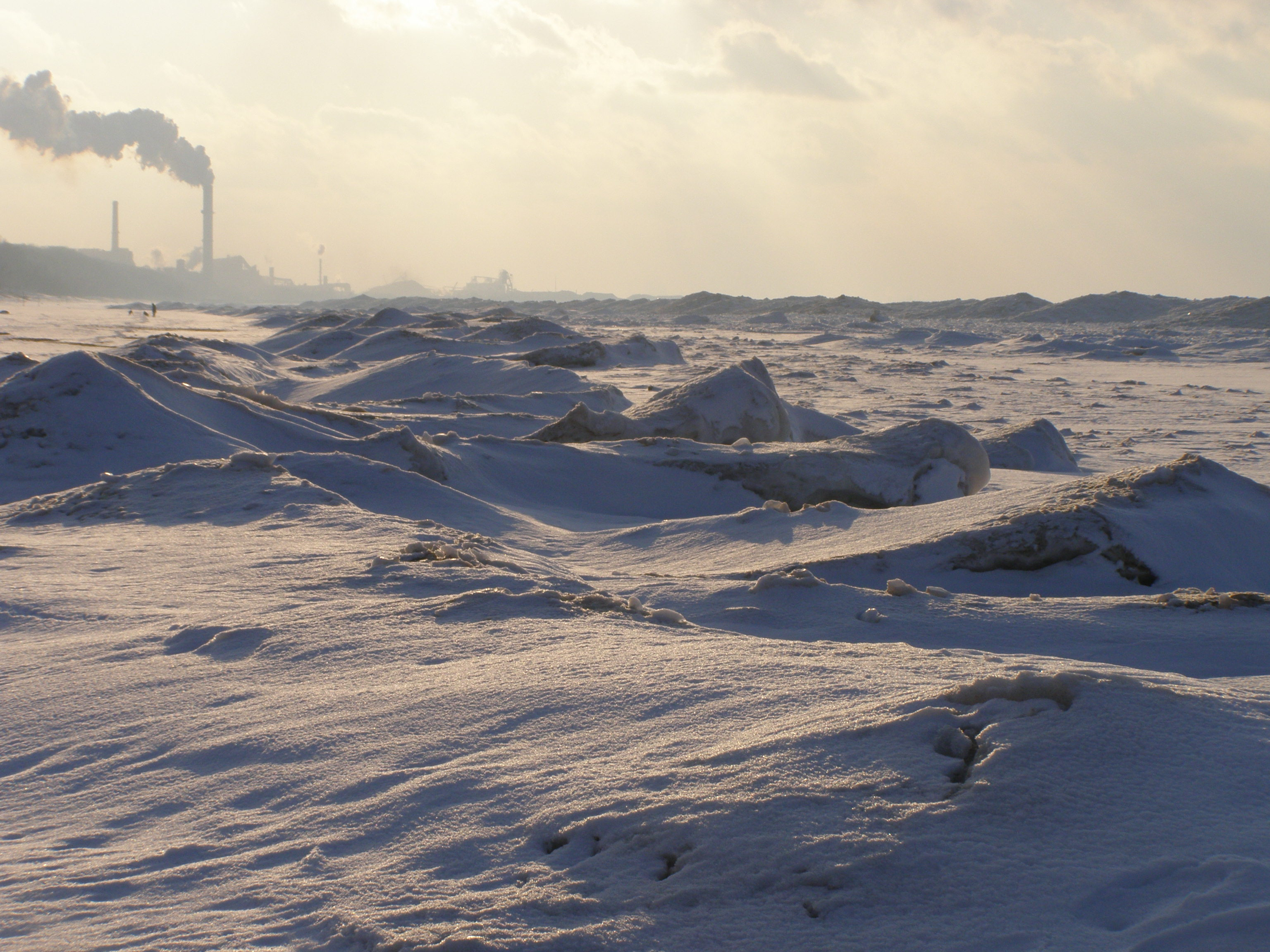
پشته‌هایی از سکوی یخی در طول ساحل جنوبی دریاچه میشیگان در ساحل دریاچه ملی ایندیانا دونز